# Desiree Akhavan
Desiree Akhavan (New York, 27 dicembre 1984) è una regista, sceneggiatrice e attrice statunitense, nota per aver diretto i film Appropriate Behavior e La diseducazione di Cameron Post, i quali hanno ricevuto diverse candidature e vari premi tra cui la vittoria del Grand Jury Award al San Diego Asian Film Festival 2014, il Grand Jury Prize - U.S. Dramatic al Sundance Film Festival 2018 e il Silver Spike al Valladolid International Film Festival 2018.

## Filmografia parziale

### Cinema
- Appropriate Behavior (2014), regista
- La diseducazione di Cameron Post (2018), regista

### Televisione
- Girls – serie TV, episodi 4x02-4x03-4x04 (2015) - attrice
- Flowers – serie TV, 5 episodi (2016-2018) - attrice
- The Circuit, regia di Ben Taylor – film TV (2016) - attrice
- The Bisexual – serie TV, 6 episodi (2018) - attrice e regista
- Hacks – serie TV, episodi 1x04-1x07 (2021)
- I Love That for You – serie TV, episodi 1x05-1x06 (2021)
- Le piccole cose della vita (Tiny Beautiful Things) – miniserie TV, 4 puntate (2023)